# Sensualité (chanson)
Pour les articles homonymes, voir Sensualité (homonymie).
Singles de Axelle Red
Elle danse seule
(1993) Je t'attends
(1994)
Clip vidéo
[vidéo] « Sensualité », sur YouTube
Sensualité est une chanson interprétée par la chanteuse belge Axelle Red, sortie en single en 1993, extraite de l'album Sans plus attendre.
C'est l'un des plus grands succès de la chanteuse qui la fait notamment connaître en France où le single est certifié disque d'or, atteignant la 2e place dans le classement des ventes.
Le texte de Sensualité est l'un des premiers écrits par Axelle Red. Son titre en était à l'origine Sexualité.
Le clip vidéo est réalisé par Vincent Soyez.

## Classements

### Classements hebdomadaires
| Classement (1993-1994)                 | Meilleure place |
| -------------------------------------- | --------------- |
| Belgique (Flandre Ultratop 50 Singles) | 6               |
| France (SNEP)                          | 2               |

### Classement annuel 1994
| Pays          | Classement |
| ------------- | ---------- |
| France (SNEP) | 4          |

## Certifications
| Pays          | Certification | Ventes certifiées |
| ------------- | ------------- | ----------------- |
| France (SNEP) | Or            | 250 000           |

## Reprises et adaptations
Axelle Red a enregistré la chanson en espagnol sous le titre Sensualidad. Cette version apparaît dans l'album Con solo pensarlo sorti en 1998 où Axelle Red reprend en espagnol plusieurs de ces chansons.
Sensualité a été reprise par :
- Judith Bérard en 1997
- par Axel Tony et Sheryfa Luna en duo en 2013[9].
- par Clara Luciani en 2021[10]
- par Lorenzo en 2021[11]
- par Dua Lipa en 2025